# Migros

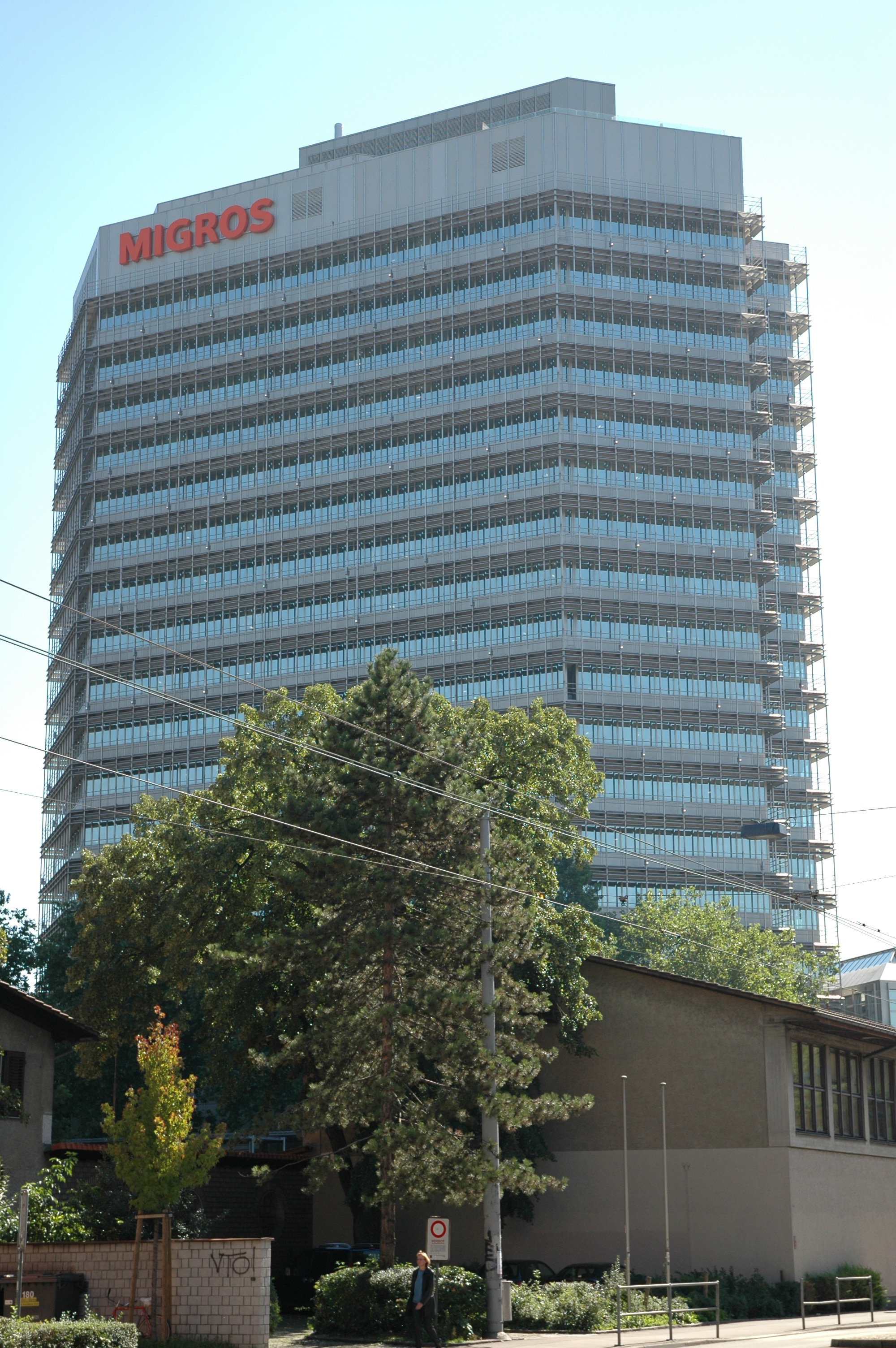
A Migros székhelye Zürich-ben

A Migros Svájc legnagyobb kiskereskedelmi cége, a legnagyobb szupermarketlánc, a legnagyobb munkáltató. Egyike a negyven legnagyobb kiskereskedelmi láncnak a világon. Ezen szövetkezetnek több mint két millió tagja van.
A név a francia "mi" (ami fél vagy közepet jelent) és "gros" (ami nagykereskedelmet jelent) szavak összetételéből származik. A cég logója egy nagy narancssárga M, amelyet a Svájci újságok "narancs óriás"-nak hívnak (németül: oranger Riese, francia: géant orange, olasz: gigante arancio).
A Migros 1925-ben Zürich-ben alakult mint magánvállalkozás Gottlieb Duttweiler által, akinek az volt az ötlete, hogy csak a hat alapélelmiszert adja el alacsony áron  azoknak, akik nehezen férhettek hozzá. Legelőször ő csak kávét, rizst, cukrot, pastat, kókuszzsírt, szappant árusított. Öt teherautó ment végig a falvakon eladva a termékeket. A stratégia, hogy csökkentsék a közvetítő kereskedelmet széles körű ellenállásba ütközött a versenytársak részéről, akik arra törekedtek, hogy bojkottálják ezeket a termékeket. Válaszul a fenyegetésekre a Migros saját termékeket kezdett előállítani: húst, tejet, valamint csokoládét.
Később a vezetők bővítették a készletet, valamint 1926-ban Gottlieb Duttweiler felépítette az első üzletét ugyancsak Zürichben. A második üzlet Ticinóban úgy alakult, mint egy szövetkezet. 1941-re az energikus vállalkozó sok üzletet épített, de abban az évben gyakorlatilag átalakította hálózatát, és létrehozta a Migros Szövetkezetek Szövetségét (német: Migros-Genossenschafts-Bund, franciául: Fédération des coopératives Migros, olasz: Federazione delle cooperative Migros).
1935-ben Duttweiler megmutatta a lelkesedését a bővítésre, megalapítva a Hotelplan utazási irodát. 1942-ben a Migros márka létrehozta hetiújságát, amit akkor Wir Brückenbauernek neveztek (mai nevén Migros Magazin). Más vállalkozások: éttermek 1952-ben, benzinállomások (Migrol) 1954-ben, nyelviskolák (Eurocentres) 1956-ban, a Migros Bank 1957-ben, majd egy biztosító társaság 1959-ben.
A Migros Genossenschafts-Bund nevében a Zürich alapú Reederei Zürich AG felépítette a H. C. Stülcken Sohn hajógyárat Hamburgban, Németországban, a teherhajó az Adele volt, amely elindult Hamburgban, 1952. július 15-én; a hajót Adele Duttweilerről, Gottlieb Duttweiler feleségéről keresztelték el.
1954-ben a Migros belépett a török piacra Migros Türk néven, partnerségben az Isztambul Városi Tanáccsal. Ezt eladták a török Koç Tartjának 1975-ben, amely a legnagyobb kiskereskedő Törökországban. 2008–2011 között a Koç Holding a legtöbb Migros Türk részvényét eladta a BC Partnersnek.
1993-ban a Migros megnyitotta első külföldi szupermarketét Franciaország egyik határ menti régiójában, Thoiry-ban.

## A Migros ma

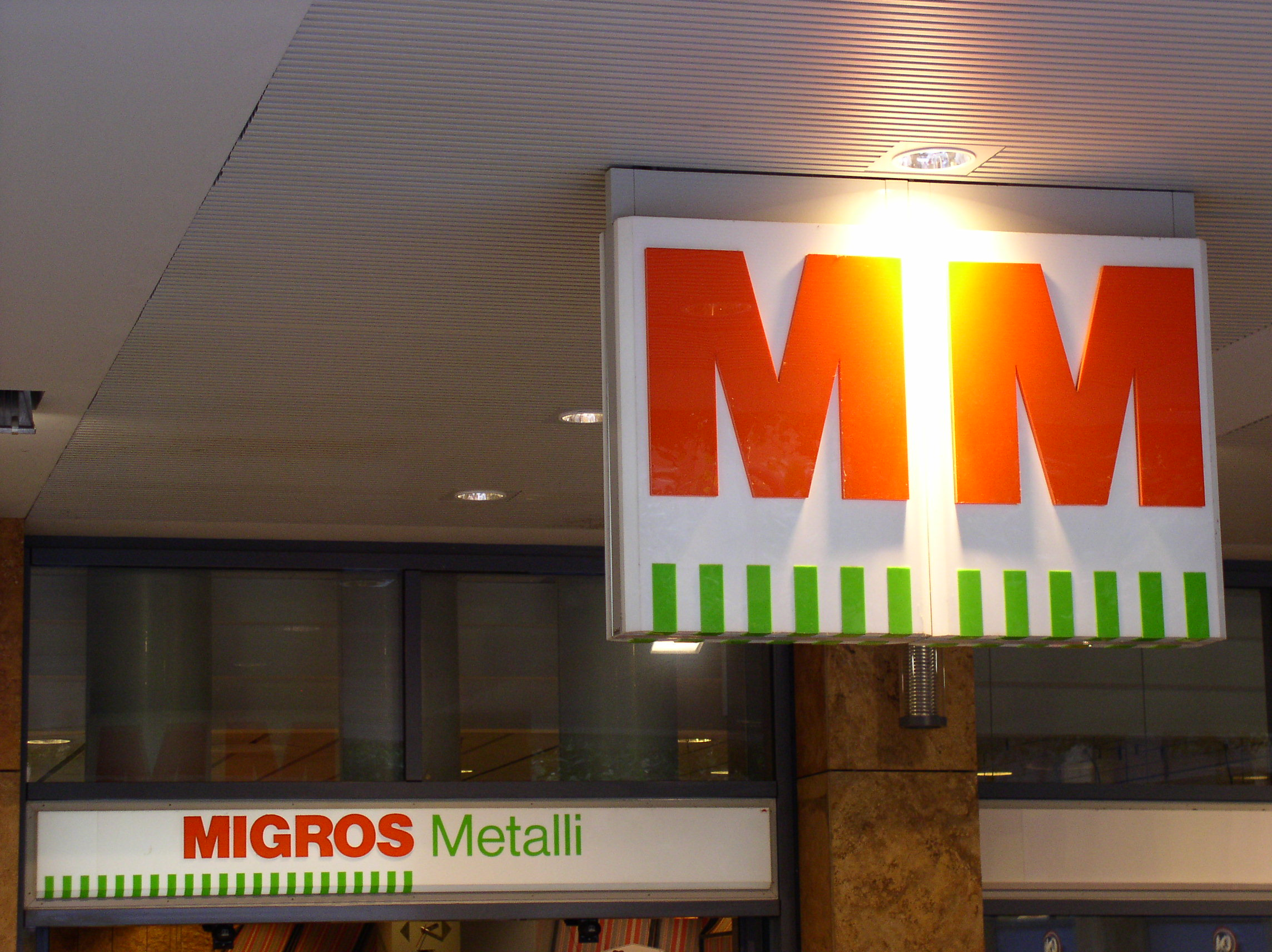
Egy Migros szupermarket kinézete Zugban (Svájc)

A Migros mind a mai napig egy szövetkezet. Manapság a svájci lakosság nagy része tagja a Migros szövetkezetnek: mintegy 2 millió Svájc 7,2 milliós lakosságából, így a Migros ügyfelei egy szupermarketlánc tulajdonosai. Több, mint 90%-át a termékeinek a Migros leányvállalatai gyártják.
A Migros számos esti iskolát működtet dolgozó felnőtteknek főzés, idegen nyelvek, valamint egyéb témákban. Elkötelezte magát, hogy az éves forgalom 1%-át kulturális projektek számára finanszírozza; erről egy alszervezet gondoskodik, ez az úgynevezett Migros Kulturprozent ("kulturális százalék"). 2011-ben, 117 millió svájci frankot finanszírozott erre a célra. Egy példa a Kulturprozent tevékenységére a saját lemezkiadó, a Musiques Suisses.
A szupermarketek három méretre vannak kategorizálva: M (kicsi - mint egy vegyesbolt), MM (közepes - mint egy szupermarket, pl. Penny Market, Aldi) és MMM (nagy - hipermarket, pl. Auchan, Kaufland). A cég törzsvásárlói kártyája az M-cumulus kártya.

### M-Budget

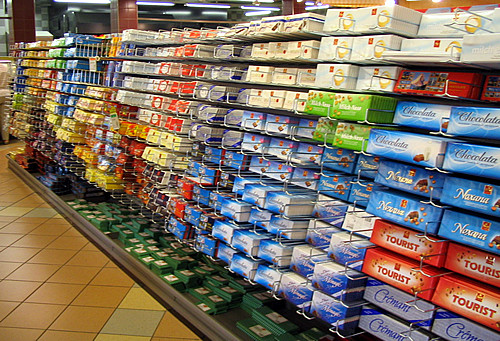
Egy csokoládé (Frey) soron egy Migrosban (Interlaken). Az M-Budget a csokoládé az alsó polcon látható.

1996-ban külföldi szupermarketek hatására a Migros létrehozta az M-Budget-et hetven termékkel, amelyeknek az a célja, hogy az alacsony jövedelmű, de nagy családokat segítség. Jelenleg a termékek száma 330, beleértve mountain bike-okat, snowboardok-okat, mp3 lejátszókat, tejcsokoládékat, farmereket, cipőket, öngyújtókat stb. Az M-Budget termékeknek szabványos csomagolási színösszeállítása van: fűzöld háttérben a Migros logó és kicsi fehér szöveg ismétlődik.

## Váratlanul
Egy kis idő után a Coop mintájára a Migros is bevezette az önkiszolgáló pénztárat.

## A versenytársak
A Migros fő versenytársa a Coop (Svájc második legnagyobb szupermarketlánca), ami a Migroshoz hasonlóan egy szövetkezet, de egy jobban központosított szervezet. A kisebb versenytársak közé tartozik a Manor áruházlánc, illetve újabban az Aldi. Az Aldi egy nagyon nagy nemzetközi szupermarketcsoport, amely 2005-ben nyitotta meg az első Svájci üzletét, s azóta is működik. Egy másik versenytársa a Lidl, amely 2009 márciusában nyitotta meg első svájci szupermarketét.
2007 januárjában a Migros 70%-os tulajdonosa lett a Dennernek.

## Kritika
Egyes kritikusok, mint Sorgim, egy Svájci nonprofit szervezet (neve Migros betűinek fordított sorrendje), azt állítják, hogy a Migros elvesztette a kapcsolatot az alapító eszmékkel. Azt mondják, hogy a szövetkezet nem szabályozza demokratikusan a tagjait, mint ahogyan egykor az alapító, Gottlieb Duttweiler elképzelte. A társaság azzal érvelt, hogy most az igazgatóság dönt minden fontos üzleti ügyben, és nem úgy, ahogy az alapító elképzelte.

## Fordítás
- Ez a szócikk részben vagy egészben  a   Migros című angol Wikipédia-szócikk ezen változatának fordításán alapul.  Az eredeti cikk szerkesztőit annak laptörténete sorolja fel. Ez a jelzés csupán a megfogalmazás eredetét és a szerzői jogokat jelzi, nem szolgál a cikkben szereplő információk forrásmegjelöléseként.